# Топоса
Топоса — етнічна група в державі Південний Судан. Представники проживають переважно в штаті Східна Екваторія в районі міста Капоїта. Мова топоса належить до нілотських мов. Серед топоса багато християн. Загальна кількість сягає 100 000 осіб (за іншими даними 700 000—750 000 осіб). Топоса живуть напівкочовим життям і займаються скотарством.

## Культура
У племені топоса жінкам видаляють нижні зуби, щоб верхні зуби особливо сильно висувалися вперед, як у корови (вона є ідолом для одруженої жінки).